# Rixensart
Rixensart (wa. Ricsinsåt) – miejscowość i gmina (commune) w środkowej Belgii, w Regionie Walońskim, w prowincji Brabancja Walońska, w okręgu Nivelles. 1 stycznia 2024 r. liczyła 23 096 mieszkańców.

## Podział administracyjny
W skład gminy wchodzą dwie dzielnice (section):
- Genval
- Rosières (Rozieren)

## Współpraca
Miejscowości partnerskie:
- Birstall, Wielka Brytania
- Bradu, Rumunia
- Le Touquet-Paris-Plage, Francja
- Poperinge, Flandria Zachodnia
- Ruhondo, Rwanda
- Winterberg, Niemcy